# Млечник водянисто-млечный
Мле́чник водяни́сто-мле́чный (лат. Lactárius serífluus) — гриб рода млечник (лат. Lactarius) семейства сыроежковые (лат. Russulaceae). Условно-съедобен.

## Описание
- Шляпка ∅ 3—7 см, сухая, охристого цвета, сначала плоско-выпуклая, затем бокаловидная с загнутым краем.
- Пластинки приросшие или слабо нисходящие, частые, желтовато-охристые.
- Споровый порошок желтоватый. Споры округлые, орнаментированные.
- Ножка ∅ 0,6—1,3 см, до 7 см в высоту, цилиндрическая, полая, волокнистая, одного цвета со шляпкой или темнее.
- Мякоть буровато-красноватая, ломкая.
- Млечный сок водянистый, белый, слабоострый, окраску на воздухе не меняет.

### Изменчивость
Цвет шляпки варьирует от светло-охристого до красновато-коричневого.

## Экологияи распространение
Встречается в смешанных и лиственных лесах.
Сезон: август-сентябрь.

## Синонимы

### Латинские синонимы
- Agaricus serifluus DC. 1815basionym
- Galorrheus serifluus (DC.) P. Kumm. 1871
- Lactifluus serifluus (DC.) Kuntze 1891
- Lactarius camphoratus var. serifluus (DC.) Barbier 1901

### Русские синонимы
- Млечник шелковистый

## Пищевые качества
Условно съедобен. Употребляется в солёном виде.